# Hapoel Hamizrahi
L'Hapoel Hamizrahi (hébreu : הפועל המזרחי, litt. Travailleurs du Mizrahi) était un parti politique et mouvement d'implantation israélien, et l'un des prédécesseurs du Parti national religieux.

## Histoire

### Débuts et idéologie
L'Hapoel Hamizrahi fut créée en 1922 pendant la période de Pessah à Jérusalem (alors en Palestine mandataire) avec le slogan sioniste « Torah va'Avodah » (Torah et Labeur) en tant qu'organisation sioniste religieuse soutenant la fondation de kibboutzim et moshavim religieux où le travail se faisant dans le cadre de la Halakha. Son nom provenait du mouvement sioniste Mizrahi, acronyme hébraïque pour centre religieux  (hébreu : מרכז רוחני, Merkaz Ruhani).
L'organisation est proche du courant sioniste religieux incarné par le Mizrahi. Ses membres partagent globalement l'idéologie sioniste religieuse du Mizrahi, mais en y intégrant des idées venues de la gauche sioniste, auxquelles le Mizrahi, issu du même mouvement sioniste religieux, plus conservateur n'adhérait pas. Comme le mouvement Mizrahi dont il est issu, l'Hapoel Hamizrahi collabore avec de nombreuses autres associations sionistes, telles que le Bneï-Akiva ou le Hahaloutz Hamizrahi. De front avec leurs activités pédagogiques, sociales et économiques, les membres du Hapoel Hamizrahi s'investissent également dans les efforts d'implantation, et ce sur toute la surface de la Terre d'Israël. L'association est ainsi à l'origine de nombreuses réalisations, telles que des centres communautaires pour pionniers, des fonds de soutien, des chambres d'étudiants, des institutions d'aide à l'intégration des jeunes religieux et le club de sport « Elitzour ». En 2006, 6 kibboutzim religieux issus de l'ancien Hapoel Hamizrahi existent en Israël.
En 1927, ils fondent leur première implantation agricole, Sdé-Yaakov dans la Vallée de Jezreel. Durant la période des émeutes sanglantes, Hapoel Hamizrahi crée plusieurs dizaines d'implantations (kibboutzim, moshavim, logements de nouveaux immigrants).

### En tant que parti politique
Des années 1920 aux années 1950, l'Hapoel Hamizrahi entretint des relations inégales avec le Mizrahi, moins à gauche que lui. Les choix politiques du parti ont en particulier été plus favorables à la gauche sioniste que ceux du Mizrahi. L'idéologie « ouvrière » du Hapoel Hamizrahi était en effet assez proche de celle des travaillistes, bien que le poids des idées religieuses professées l'en distinguait.
Lors des premières élections législatives israéliennes en 1949, le mouvement concourut en tant que parti sur une liste commune appelée Front religieux uni avec le Mizrahi, l'Agoudat Israel et le Poale Agoudat Israel. Le groupe remporta 16 sièges, dont 7 attribués à l'Hapoel Hamizrahi, ce qui en faisait la troisième force politique à la Knesset après le Mapaï et le Mapam. La liste fut conviée à participer au gouvernement de coalition dirigé par David Ben Gourion et le représentant de l'Hapoel Hamizrahi Haim-Moshe Shapira se vit confier le ministère des Affaires internes, le ministère de la Santé et le ministère de l'Immigration dans ce premier gouvernement israélien.
Le Front religieux uni joua un rôle majeur dans la chute du premier gouvernement en raison d'un désaccord avec le Mapaï sur les questions relevant de l'éducation dans les nouveaux camps d'immigrants et du système d'éducation religieuse, ainsi que sur sa demande de fermeture du ministère de l'Approvisionnement et du Rationnement et qu'un homme d'affaires soit nommé ministre du Commerce et de l'Industrie. David Ben Gourion démissionna le 15 octobre 1950 pour cette raison. Une fois le problème résolu deux semaines plus tard, il forma un deuxième gouvernement identique au premier, avec les mêmes partenaires de coalition.
Lors des élections législatives de 1951, le parti participa seul sous le nom de Torah et Travail - Hapoel Hamizrahi. Il remporta 8 sièges, ce qui en fit la 4e force politique du pays, et resta membre de la coalition gouvernementale pour les quatre gouvernements de la seconde session de la Knesset. Haim-Moshe Shapira conserva le portefeuille des Affaires internes et devint ministre des Religions. Lors de la chute du troisième gouvernement, il perdit les Affaires internes et devint ministre de l'Assistance sociale. Il récupéra le ministère des Affaires internes dans le sixième gouvernement. Yosef Burg devint également ministre, de la Santé dans le troisième gouvernement, puis des Services postaux dans les quatrième, cinquième et sixième gouvernements.
Le parti joignit ses forces au Mizrahi pour les élections législatives de 1955, afin de former le Front national religieux. Le nouveau parti remporta 11 sièges (bien que seulement deux d'entre eux fussent alloués à des membres du Mizrahi), ce qui en fit la quatrième force politique du pays, et participa aux deux gouvernements de cette troisième session de la Knesset. En 1956, l'union des deux partis fut rendu permanente, et devint le Parti national religieux.

## Représentants à la Knesset
| Knesset (nombre d'élus) | Membres |
| ----------------------- | --- |
| 1re (1949-1951) (7)     | Moshe Unna, Yosef Burg, Eliyahu-Moshe Ganhovsky, Aharon-Ya'akov Greenberg, Zerach Warhaftig, Moshe Kelmer (remplacé par Eliyahu Mazor de l'Agoudat Israel le 11 mars 1949), Haim-Moshe Shapira |
| 2e (1951-1955) (8)      | Haim-Moshe Shapira, Moshe Unna, Yitzhak Rafael, Yosef Burg, Zerach Warhaftig, Eliyahu-Moshe Ganhovsky, Moshe Kelmer, Michael Hasani                                                            |
| 3e (1955-1956) (9)      | Moshe Unna, Yosef Burg, Aharon-Ya'akov Greenburg, Zerach Warhaftig, Frija Zoaretz, Michael Hasani, Moshe Kelmer, Yitzhak Rafael, Haim-Moshe Shapira                                            |